# Miguel Angelo Dittrich
Miguel Angelo Dittrich (Videira, Santa Catarina) é um ex-árbitro internacional de handebol e professor de educação física brasileiro. Destacou-se na arbitragem esportiva por sua longa trajetória no handebol, tendo participado de importantes competições nacionais e internacionais.

## Carreira na Arbitragem
Miguel Dittrich iniciou sua trajetória na arbitragem ao lado de Marcelo Scharf, com quem formou dupla fixa por 25 anos. Juntos, atuaram em cinco Campeonatos Mundiais de Handebol, além dos Jogos Pan-Americanos de Winnipeg, no Canadá, em 1999. Sua carreira se estendeu por 28 anos, com participação em quase mil partidas, contribuindo significativamente para a evolução da arbitragem de handebol no Brasil.
A dupla ficou conhecida pela sintonia em quadra e pela capacidade de tomar decisões sem a necessidade de dispositivos eletrônicos. Além disso, Miguel Dittrich e Marcelo Scharf eram reconhecidos pela humildade e pelo respeito com os atletas e equipes, participando de eventos de diferentes níveis da modalidade.
Dittrich encerrou sua carreira como árbitro em 2016, durante a 16ª edição da Olesc (Olimpíada Estudantil Catarinense), em Caçador, Santa Catarina.

### Principais Competições Internacionais
- Campeonatos Mundiais: Costa do Marfim (1997), Catar (1999), Itália (2001), Brasil (2003 e 2011);[1]
- Jogos Pan-Americanos: Winnipeg, Canadá (1999);
- Torneios Pan-Americanos e Sul-Americanos: Cuba, Chile, Argentina, Colômbia e Brasil.

## Atuação como Professor
Além da arbitragem, Miguel Dittrich é professor de educação física e foi homenageado na Assembleia Legislativa de Santa Catarina (Alesc) por sua contribuição à educação do estado. Em 15 de outubro de 2022, foi um dos dez professores catarinenses homenageados pela deputada Luciane Carminatti, representando todos os profissionais da educação de Santa Catarina. O reconhecimento ocorreu por indicação da comunidade escolar, considerando sua trajetória inspiradora e sua dedicação ao magistério.